# Нанси (футбольный клуб, 1901)
«Нанси» — не существующий ныне французский футбольный клуб из одноимённого города. Клуб был основан в 1901 году, домашние матчи проводил на арене «Марсель Пико», вмещающей 20 087 зрителей. Всего в Лиге 1, «Нанси» провёл 15 сезонов, последним из которых стал сезон 1962/63, лучший результат в чемпионатах Франции 4-е место в сезоне 1961/62. ФК «Нанси» был расформирован из-за финансовых проблем в 1965 году, но спустя два года в Нанси была основана новая профессиональная команда «АС Нанси».

## Достижения
- Кубок Франции:
  - Финалист (2): 1953, 1962.